# Вайтла, Срину
Срину Вайтла (англ. Srinu Vaitla, телугу శ్రీను వైట్ల; род. 24 сентября 1972 года) — индийский кинорежиссёр и сценарист. Лауреат Filmfare Awards South, Nandi Awards и других кинопремий Южной Индии.

## Биография
Срину Вайтла родился 24 сентября 1972 года в небольшой деревушке Кандупалем округа Восточный Годавари штата Андхра-Прадеш.
Его первый фильм Nee Kosam с Рави Теджей и Махешвари вышел в 1999 году. Картина принесла ему две Nandi Awards за лучший режиссёрский дебют и лучший сценарий.
Пять лет спустя он снял Anandamanandamaye с Акашем и Ренукой Менон, который провалился в прокате, зато Venky с Рави Теджей и Снехой, вышедший в том же году, стал хитом.
Затем был снят Andarivadu с супер-звездой Чирандживи. Фильм обернулся провалом, одной из причин чего режиссёр называл недоработанный сценарий. Ещё во время съёмок Вайтла встретился с начинающим актёром Вишну Манчу, будучи впечатлённым его игрой в дебютном фильме, и обговорил сценарий своего следующего проекта. Однако, когда они начали снимать, у продюсера фильма возникли финансовые проблемы, и Вайтле пришлось вложить собственные средства, чтобы закончить.
Все вложения окупились, Dhee собрал в прокате 140 млн рупий и вошёл в десятку наиболее прибыльных фильмов на телугу 2007 года.
Адитья Вардхан из Rediff.com в своём отзыве написал, что мастерство режиссёра видно в каждом кадре.
Второй фильм Вайтлы того года и третий опыт работы с Рави Теджей, Dubai Seenu, также стал хитом, заработав 170 млн рупий.
После двух боевиков подряд Вайтла решил снять любовную историю, пропагандирующую семейные ценности. В то время как автор сюжета Гопимохан и автор диалогов Кона Венкат предлагали взять на роль в новом фильме кого-нибудь из «звёзд», режиссёр предложил её Раму Потинени, за плечами которого было только два фильма.
В итоге, вышедший в начале 2008 года, «Всегда готов» стал третьим хитом подряд в его карьере, собрав в прокате 220 миллионов.
Затем Вайтла приступил к работе на боевиком King с Нагарджуной в главной роли, который был завершён к концу года и имел умеренный успех.
Но самым удачным в его карьере стал, вышедший в 2011 году, фильм «Дерзкий» с Махешем Бабу. Он собрал в прокате более 1 миллиарда рупий
и стал самым кассовым фильмом года на телугу.
Картина также получила почти все кинопремии штата Андхра-Прадеш в категории «Лучший фильм», а Вайтла получил Filmfare Awards South, SIIMA Awards и CineMAA Awards за лучшую режиссуру.
Его следующий фильм «Лицемер» с НТР младшим и Каджал Агарвал также вошёл в число самых кассовых картин Толливуда.
Б. В. С. Пракаш из Deccan Chronicle написал о нём: «Вайтла поднялся на вершину с его „комедийно-боевой смесью“ и заставляет суперзвезд играть, подлаживаясь под вкусы, с выходками, которые вызывают хохот».
А Сашидхар А. С. из The Times of India добавил, что фильм может похвастаться фирменным стилем режиссёра и мощными диалогами.
Однако, последовавшее за этим, повторное сотрудничество с Махешем Бабу в фильме Aagadu обернулось катастрофическим провалом. Бюджет фильма достиг внушительных 650 млн рупий, в основном за счёт высокой платы затребованной режиссёром,
и не смог окупиться.
Помимо этого во время съёмок у Вайтлы возник конфликт с актёром Пракашем Раджем, который покинул проект и отказался работать с ним в дальнейшем.
Впоследствии режиссёр сделал шаги к примирению, когда Пракаша предложили пригласить на роль в его следующий фильм, однако актёр не принял предложение.
Вышедший в октябре 2015 года Bruce Lee — The Fighter с Рамом Чараном и Ракул Прит Сингх также провалился в прокате.
Отзывы критиков были смешанными, так Bangalore Mirror назвал работу режиссёра сносной, но не показывающей ничего нового.
В апреле 2016 года Вайтла приступил к съёмкам фильма Mister, главные роли в котором сыграют Варун Тедж и Лаванья Трипатхи.

### Личная жизнь
Режиссёр женат на дизайнере костюмов Рупе Вайтла.
У них трое дочерей.
Младшая, Ахана, родилась в сентябре 2009 года.

## Фильмография
| Год выхода | Русское название    | Оригинальное название | Сферы деятельности | Сферы деятельности | Сферы деятельности | Примечания |
| Год выхода | Русское название    | Оригинальное название | Режиссёр           | Автор сюжета       | Сценарист          | Примечания |
| ---------- | ------------------- | --------------------- | ------------------ | ------------------ | ------------------ | --- |
| 1999       |                     | Nee Kosam             | Да                 | Да                 | Да                 | Nandi Award за лучший режиссёрский дебют Nandi Award за лучший сценарий                                                                   |
| 2001       |                     | Anandam               | Да                 | Да                 | Да                 | |
| 2002       |                     | Sontham               | Да                 | Да                 | Да                 | |
| 2004       |                     | Anandamanandamaye     | Да                 | Да                 | Да                 | |
| 2004       |                     | Venky                 | Да                 | Да                 | Да                 | |
| 2005       |                     | Andarivaadu           | Да                 |                    | Да                 | |
| 2007       | Ура!                | Dhee                  | Да                 |                    | Да                 | Nandi Award за лучший сценарий |
| 2007       | «Дубай» Сину        | Dubai Seenu           | Да                 | Да                 | Да                 | |
| 2008       | Всегда готов        | Ready                 | Да                 |                    | Да                 | Sitara Film Award за лучшую режиссуру по выбору зрителей                                                                                  |
| 2008       | Король              | King                  | Да                 |                    | Да                 | |
| 2010       | Венкатеш Всемогущий | Namo Venkatesa        | Да                 |                    | Да                 | |
| 2011       | Дерзкий             | Dookudu               | Да                 | Да                 | Да                 | Filmfare Award South за лучшую режиссуру CineMAA Award за лучшую режиссуру SIIMA Award за лучшую режиссуру Nandi Award за лучший сценарий |
| 2013       | Лицемер             | Baadshah              | Да                 | Да                 | Да                 | |
| 2014       | Неудержимый         | Aagadu                | Да                 | Да                 | Да                 | |
| 2015       | Брюс Ли — боец      | Bruce Lee             | Да                 | Да                 | Да                 | |